# 中華民國圖書出版事業協會
中華民國圖書出版事業協會（與對岸簡稱出版協會或臺灣版協）是中華民國出版業成立的財團法人，成立於1973年4月30日。負責輪辦兩岸四地華文出版年會。

## 歷史
1971年中華民國被迫退出聯合國後，原邦交國陸續與中華民國斷交；在中華人民共和國政府一個中國原則形成的國際現實壓力下，對外文化交流活動都只能以非政府組織名義掛牌。
1973年臺灣出版中小學教科書的140餘家書局與出版社達成協議成立「中華民國圖書出版事業協會」籌備會，於同年3月30日出版節正式成立「中華民國圖書出版事業協會籌備委員會」，通過協會章程草案，並向中華民國內政部提出設立登記。4月30日召開成立大會、通過章程、舉辦理監事選舉，第一屆理事31人、監事9人，由李潔當選第一屆理事長，並聘王雲五為名譽理事長、蔣孝武為高等顧問，「中華民國圖書出版事業協會」成立。
- 1976年11月12日，會刊〈出版之友〉創刊。
- 1978年1月，在台北市主辦第二屆「亞太地區圖書出版會議」。
- 1988年10月，組團赴上海市參加「海峽兩岸圖書展覽」，這是台海兩岸不往來40年後首次兩岸出版交流。
- 1990，在臺灣推動圖書出版書號條碼化-ISBN。
- 1991年3月30日，〈出版之友〉出版到第53期停刊，會刊〈出版人〉創刊。
- 1994年3月30日，在臺北市舉辦的「兩岸圖書出版合作研討會」上，時任協會秘書長陳恩泉倡議成立「華文出版聯誼會議」，獲得在場兩岸與會代表贊同。9月，兩岸三地出版界代表在北京市舉行座談會，一致認為今後可以「華文出版聯誼會議」形式建立兩岸三地出版交流模式活動，同時簽署〈大陸、台灣、香港出版座談會紀要〉。
- 2007年12月，與台北市出版商業同業公會、中華出版基金會、中華民國圖書發行協進會等單位共同發起籌組「台灣數位出版聯盟」（2008年7月7日成立）。
- 2013年3月，第十四屆理監事選舉引發糾紛。10月31日，卸任理事長陳恩泉成立台灣出版協會，引發臺灣版協名稱爭議。[1]

## 歷屆理事長
| 屆次   | 姓名   | 任期                         | 備註                                                        |
| ------ | ------ | ---------------------------- | ----------------------------------------------------------- |
| 1      | 李潔   | 1973年4月30日—1975年9月15日  |                                                             |
| 2.3    | 黎元譽 | 1975年9月16日—1980年10月14日 |                                                             |
| 4.5    | 蔣廉儒 | 1980年10月15日—1987年7月29日 |                                                             |
| 6.7    | 黃肇珩 | 1987年7月30日—1984年1月21日  |                                                             |
| 8.9.10 | 武奎煜 | 1984年1月22日—2002年11月22日 | 請辭                                                        |
| 10(補) | 楊榮川 | 2002年11月22日—2003年9月29日 |                                                             |
| 11     | 宋定西 | 2003年9月30日—2006年12月19日 |                                                             |
| 12.13  | 陳恩泉 | 2006年12月20日—2013年5月20日 |                                                             |
| 14     | 陳本源 | 2013年5月20日—2016年5月18日  | 原定3月18日就任，因前理事長提出程序法律問題 至5月20日再重選 |
| 15.16  | 林洋慈 | 2016年5月19日—2022年3月29日  |                                                             |
| 17     | 楊蓮福 | 2022年3月30日—現任           |                                                             |

## 現任理監事
出版協會2022年3月30日舉行會員大會，選舉出第十七屆理監事
- 理事長：楊蓮福
  - 副理事長：李錫敏、李萬吉、張富恭
- 監事會主席：杜清沛。

## 組織
第17屆理事會之下設立9個功能委員會，委員會設正副主委與另外2-5名委員
- 總督導（理事長負責）
  - 督導（李錫敏副理事長負責）
    - 對外交流委員會
    - 研究發展委員會
    - 公共關係委員會

  - 督導（李萬吉副理事長負責）
    - 圖書推廣委員會
    - 印刷裝幀委員會
    - 教科書出版委員會

  - 督導（張富恭副理事長負責）
    - 數位出版委員會
    - 人才培訓委員會
    - 會員發展委員會

## 外部連結
- 中華民國圖書出版事業協會 （页面存档备份，存于）